# Oliver Widmann
Oliver Widmann (* 22. August 2001 in Ludwigsburg) ist Mountainbikesportler in der Disziplin Trial.
Seit 2009 startet Widmann für den MSC Marbach. Beim Bund Deutscher Radfahrer ist er im Weltklassekader etabliert. 2023 wurde er bei den UCI Cycling World Championships in Glasgow Vizeweltmeister in der Trial Klasse Elite Men 26",  punktgleich mit dem Weltmeister Jack Carthy. Im Jahr 2022 belegte Widmann Platz 3 in der Eliteklasse. 2018 und 2019 gewann er bei den Urban-Cycling-Weltmeisterschaften die Goldmedaille in der Disziplin Trials, Men Junior 26". In beiden Jahren belegte Widmann jeweils den ersten Platz bei Weltmeisterschaften, Europameisterschaften sowie den Deutschen Meisterschaften der Kategorie Junioren 26".
Mit dem Team der deutschen Nationalmannschaft des BDR wurde er bei den UCI Urban Cycling World Championships 2018 Vizeweltmeister.
Bei den UCI Trials World Youth Games gewann Widmann drei Mal in Folge den Vizeweltmeistertitel (2015, 2016, 2017). Er ist mehrfacher Deutscher Meister.

## Erfolge
2024
- Urban-Cycling-Weltmeisterschaften – Team Trials

2023
- Deutscher Meister – Trials 26"
- UCI Trial Weltmeisterschaft Glasgow – Elite Men 26"

2022
- Deutscher Meister – Trials 26"
- Urban-Cycling-Weltmeisterschaften – Elite Men 26"
- Urban-Cycling-Weltmeisterschaften – Team Trials

2021
- Deutscher Meister – Trials 26"
- Urban-Cycling-Weltmeisterschaften – Team Trials

2020
- Deutscher Meister – Trials 26"

2019
- Europameisterschaft – Trials 26", Junior
- Urban-Cycling-Weltmeisterschaften – Trials 26", Junior
- Deutscher Meister – Trials 26", Junior

2018
- UCI-Urban-Cycling-Weltmeisterschaften – Team Trials
- Europameisterschaft – Trials 26", Junior
- Urban-Cycling-Weltmeisterschaften – Trials 26", Junior
- Deutscher Meister – Trials 26", Junior